# 尤塔沙达·帕尼查功
格雷格·尤塔沙达·帕尼查功（羅馬化：Uttsada Panichkul，1973年9月3日—），昵称Utt，泰國男演員、歌手、主持人、VJ。

## 影视作品

### 电视剧
- 2020年：我的女友2000岁 饰演 Prom

## 外部連結
- . （原始内容存档于2007-04-15）.